# بيه دو لا بوتي (كيبك)
بيه دو لا بوتي (بالإنجليزية: Baie-de-la-Bouteille, Quebec)‏ هي منطقة غير منظمة في منطقة لانوديير في كيبك، كندا، وهي جزء من بلدية مقاطعة ماتاويني الإقليمية. يقدر عدد سكانها بـ 5 نسمة ومساحتها 2,172.50 كم2 .